# Conceptaculum
Een conceptaculum, conceptakel (mannelijk met antheridia), receptaculum, receptakel (vrouwelijk met oögonia) is een gespecialiseerd deel van meercellige algen van zout of zoet water, waarin de gameten, de geslachtelijke voortplantingscellen, worden gevormd en waarin de antheridia en of de oögonia gelegen zijn. De conceptakels en receptakels zijn vruchtbare met filamenten bezette holtes die openen naar de buitenomgeving door een ostiole. Ze zijn gegroepeerd aan de uiteinden van de takken van algen. Conceptakels en receptakels zijn aanwezig bij de Corallinaceae en Hildenbrandiales, evenals de Fucales. Bij de Fucales is er geen haploïde fase in de voortplantingscyclus en dus ook geen afwisseling van generaties. De thallus is een sporofyt. De diploïde wieren produceren door meiose mannelijke (antheridia) en vrouwelijke (oogonia) gametangia. De gameten komen vrij in het omringende water. Door fusie van twee planktonachtige gameten ontstaat een zygote waarbij de asymmetrische deling een kleine cel genereert die zich ontwikkelt tot een rhizoïde die zich hecht aan het substraat en een grote cel die de thallus produceert.
|  |  |  |  |
|  |  |  |  |

Structuren die op conceptakels lijken zijn:
- cryptostomata zijn vergelijkbaar met conceptakels maar ze hebben alleen filamenten en zijn steriel
- caecostomata worden alleen gevonden in Fucus distichus, hierin raakt de ostiole tijdens de ontwikkeling geblokkeerd.

## Morfologie
Conceptakels zijn bij sommige Hildenbrandiales 40–150 μm in diameter. Sommige conceptakels zitten als putjes in de thallus, terwijl andere er boven uitsteken. De conceptacles staan afhankelijk van de soort en het type in verbinding met de omgeving door één of meerdere ostiolen.

### Bijzondere vormen
- Columella

Dit is een centrale zuil, die bestaat uit steriel weefsel van verkalkte cellen en is bedekt met celresten. Deze steriele cellen rijzen op vanaf de conceptakelbodem en vormen een punt.
- Overbuigende filamenten

Sommige conceptakels groeien middelpuntzoekend en vormen een gat nabij het oppervlak van de thallus. In dergelijke gevallen vormt zich een dak door nabijgelegen, overbuigende filamenten, vaak 1–9 cellen lang) die de ruimte bedekken maar een centrale porie vrijlaten waardoor de sporen kunnen ontsnappen. Deze filamenten kunnen in bepaalde gevallen een snavelachtige opening vormen.
- Sporen

Bij ongeslachtelijke conceptakels zijn de sporen meestal groot. Ze zitten dan vast in de ruimte van het conceptakel waarvan ze de hele ruimte vullen ""als de partjes van een sinaasappel".

## Ontwikkeling
In de meeste roodwieren ontstaat een cluster van voortplantingscellen in de middelste laag van het wier. Deze vormen het conceptakel, dat wordt overgroeid door omringende weefsels die uitgroeien tot een dak met een enkele porie boven de conceptakel. Er kan zelfs achteraf een dop worden gemaakt om de opening te beschermen. De conceptakel kan zich echter meestal op elke diepte in de thallus vormen (in de oppervlaktelaag of diep aan de basis van het perithallium.
Vier verschillende vormen van aseksuele conceptakelvorming zijn bekend in Corallina en Bossiella.
In Bossiella-wieren wordt het conceptakel gevormd in de cortex (de buitenste laag). Er vormt zich een verdikking, met scheiding van het buitenste epithallium van de onderliggende laag van de cortex. Het deel dat wordt opgetild, vormt het deksel van de conceptakel, terwijl de voortplantingscellen eronder gevormd worden.. zodra het deksel is gevormd, breken de onderliggende draadvormige cellen af en groeien de cellen van het weefsel rond het deksel sneller. Deze combinatie levert een holte op.

## Typen conceptakels

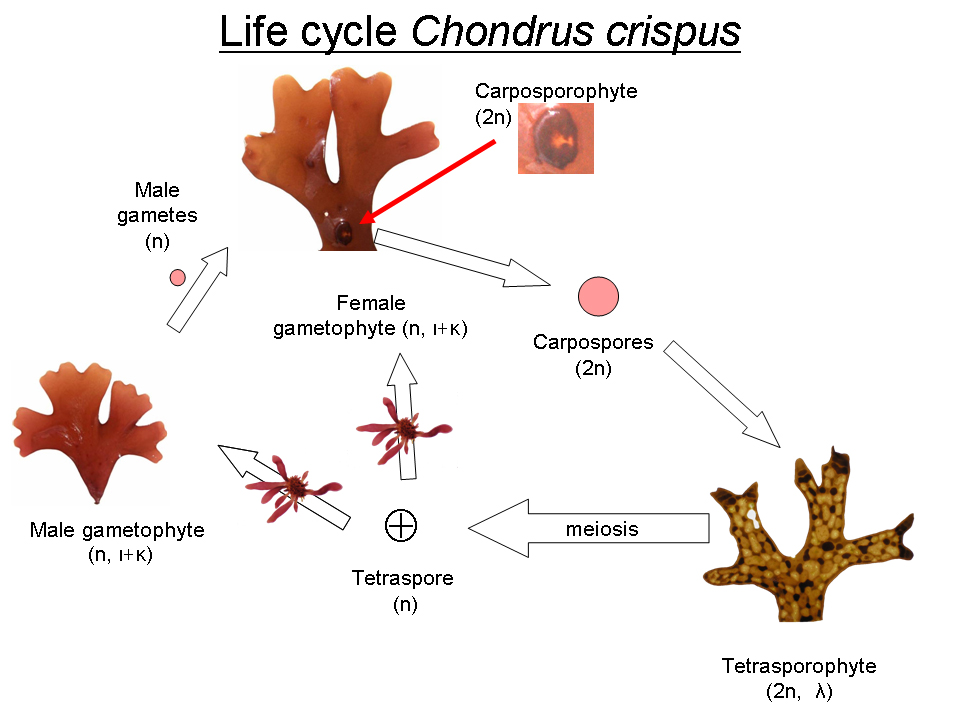
Levenscyclus van de roodwier Chondrus crispus met cystocarpische conceptakels

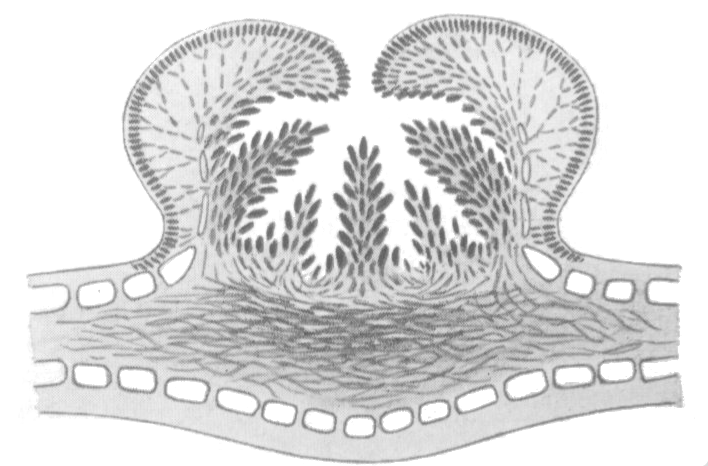
Cystocarp van Amphiplexia hymenocladioides

Er zijn verschillende typen conceptakels, ingedeeld naar de aard van de sporen die ze bevatten. Sommige soorten kunnen tot vier verschillende typesporen hebben. Lithophyllum incrustans heeft bijvoorbeeld aseksuele, mannelijke, vrouwelijke en cystocarpische (eigenlijk een vrouwelijk type) conceptakels..
- Aseksueel type

Ze ontwikkelen zich waar licht verkalkte cellen voor het vormen van een holte worden afgebroken. Bij Lithophyllum incrustans staat het columella centraal en is duidelijk zichtbaar, doordat de sporen (bisporen, tetrasporen, etc.) aan de columella kleven. Verder kleven ze ook aan de wanden van het conceptakel. Een aseksueel conceptakel kan één opening of meerdere openingen hebben..
- Seksuele typen (mannelijk/vrouwelijk)

Ze hebben geen columella. Lithophyllum incrustans vormt verschillende mannelijke en vrouwelijke individuen; de twee soorten conceptakels bestaan nooit naast elkaar op dezelfde thallus. Mannelijke conceptakels hebben de neiging om niet zo diep in de thallus te verankeren als de vrouwelijke conceptakels; Ze zijn vergelijkbaar in grootte, hoewel iets anders in vorm. Cellen in het cirkelvormige gebied binnen het perithallium strekken zich om de geslachtsconceptakels te vormen, waardoor een web van lange cellen rond de omhulling van het conceptakel achterblijft. In het mannelijke conceptakel van de alg Austrolithon groeien filamenten sneller aan de rand, buigen ze naar de bovenkant van de holte van het conceptakel om uiteindelijk een dak te vormen
- Cystocarpisch type

Dit type komt bij roodwieren voor. Ze worden niet geassocieerd met weefseldemineralisatie, maar beginnen zich eerder vanuit het midden te vormen (zoals een vrouwelijke conceptakel) en ze groeien radiaal. Net als volgroeide vrouwelijke conceptakels missen ze een columella. De sporen worden carposporen genoemd.

## Afbeeldingen
| Tekst bij afbeelding: — a, deel van een thallus (iets kleiner dan de natuurlijke grootte); op het oppervlak ziten de met gas gevulde drijvers en op het uiteinde, vier massa's conceptakels (voortplantingsorganen), — b, doorsnede van een van deze massa's (1.5: 1). — c, Jong-gedeelte van een vrouwelijk conceptakel, gezien onder een microscoop. Er zijn talloze filamenten (haren) en jonge oögonia, waarvan sommige een verdeling van de inhoud beginnen te vertonen voor het vormen van oösporen (2). — d, jong oögonium. — e, oögonium waarvan de inhoud is verdeeld in acht oösporen. — f, leeg oögonium. — g, inhoud van geïsoleerd oögonium. — h, uitgang van de acht oösporen, nog omgeven door een membraan, — i, breuk van dit membraan en isolatie van de oösporen, die voortaan vrij zweven en passief in zeewater (ze zijn erg donkergroen). — j, oöspore begint te ontkiemen — k, vertoont al een rhizoïde filament, dat zich vastklampt aan een steun. (300:1). — l, nog verdere ontkieming (200: 1). |
| Tekst bij afbeelding: a — een langsdoorsnede van een mannelijke conceptakel, á. binnenin zijn er talloze filamenten die de antheridia bedekken. — b, een van dit filament geïsoleerd en gezien bij een sterkere vergroting; de antheridia (an) verschijnen als kleine losse zakjes, korrelig en met oranje inhoud (1). — c, jonge antheridia, waarin de vermenigvuldiging van kernen te zien is (sterke vergroting (2). — d, meer gevorderde toestand van een antheridium (n, kern; p, pheoleuciet) (2). — e, cellen in het antheridium beginnen te veranderen in antherozoïden (n, nucleus; v, oculiforme punt) {2). — f, antheridia met moedercellen van antherozoïden(2). — g, antherozoïde begint zich te verspreiden (2). — h, zich verspreidende antherozoïde (n, nucleus;, oculiforme punt) (2). — i, door antheridia in het conceptakel uitgestoten antherozoïden of naar buiten door de opening naar buiten gaand; sommige antheridia zijn nog steeds gesloten; bij de open antheridia komen de antherozoïden tevoorschijn, die in het zeewater bewegen door de beweging van hun trilharen. — j, oöspore omgeven door antherozoïden; een groot aantal hiervan zit vast aan het oppervlak en zorgt ervoor dat de oöspore gaat draaien (3). — k, deel van een oöspore waarin een antherozoid (sp.) is doorgedrongen (4). |

## Evolutionaire geschiedenis
Conceptakels verschijnen al in het Siluur in het fossielenarchief. Soortgelijke structuren zijn waargenomen bij Prototaxites, wat zou impliceren dat dit gigantische landorganisme geen simpele schimmel was (zoals de meeste paleontologen tegenwoordig aannemen) maar een korstmos.